# لورين بورغس
لورين بورغس (بالإنجليزية: Lauren Burgess)‏ هي لاعبة اتحاد الرغبي نيوزيلندية، ولدت في 24 نوفمبر 1986.